# Ноленсвил (Тенеси)
Ноленсвил (енгл. Nolensville) град је у америчкој савезној држави Тенеси.

## Демографија
По попису из 2010. године број становника је 5.861, што је 2.762 (89,1%) становника више него 2000. године.
| Група             | 2000.         | 2010.         |
| Белци             | 2.836 (91,5%) | 4.896 (83,5%) |
| Афроамериканци    | 198 (6,4%)    | 313 (5,3%)    |
| Азијати           | 3 (0,1%)      | 367 (6,3%)    |
| Хиспаноамериканци | 41 (1,3%)     | 166 (2,8%)    |
| Укупно            | 3.099         | 5.861         |